# Prosekia hamigera
Prosekia hamigera là một loài chân đều trong họ Philosciidae. Loài này được Vandel miêu tả khoa học năm 1952.